# Seznam integralov inverznih hiperboličnih funkcij
Seznam inverznih hiperboličnih funkcij vsebuje integrale, ki vsebujejo inverzne hiperbolične funkcije. 
- V vseh obrazcih je konstanta a neničelna vrednost, C označuje  aditivno konstanto.

## Integriranje  funkcijearsinh
{\displaystyle \int \operatorname {arsinh} (a\,x)\,dx=x\,\operatorname {arsinh} (a\,x)-{\frac {\sqrt {a^{2}\,x^{2}+1}}{a}}+C}
{\displaystyle \int x\,\operatorname {arsinh} (a\,x)dx={\frac {x^{2}\,\operatorname {arsinh} (a\,x)}{2}}+{\frac {\operatorname {arsinh} (a\,x)}{4\,a^{2}}}-{\frac {x{\sqrt {a^{2}\,x^{2}+1}}}{4\,a}}+C}
{\displaystyle \int x^{2}\,\operatorname {arsinh} (a\,x)dx={\frac {x^{3}\,\operatorname {arsinh} (a\,x)}{3}}-{\frac {\left(a^{2}\,x^{2}-2\right){\sqrt {a^{2}\,x^{2}+1}}}{9\,a^{3}}}+C}
{\displaystyle \int x^{m}\,\operatorname {arsinh} (a\,x)dx={\frac {x^{m+1}\,\operatorname {arsinh} (a\,x)}{m+1}}\,-\,{\frac {a}{m+1}}\int {\frac {x^{m+1}}{\sqrt {a^{2}\,x^{2}+1}}}\,dx\quad (m\neq -1)}
{\displaystyle \int \operatorname {arsinh} (a\,x)^{2}\,dx=2\,x+x\,\operatorname {arsinh} (a\,x)^{2}-{\frac {2\,{\sqrt {a^{2}\,x^{2}+1}}\,\operatorname {arsinh} (a\,x)}{a}}+C}
{\displaystyle \int \operatorname {arsinh} (a\,x)^{n}\,dx=x\,\operatorname {arsinh} (a\,x)^{n}\,-\,{\frac {n\,{\sqrt {a^{2}\,x^{2}+1}}\,\operatorname {arsinh} (a\,x)^{n-1}}{a}}\,+\,n\,(n-1)\int \operatorname {arsinh} (a\,x)^{n-2}\,dx}
{\displaystyle \int \operatorname {arsinh} (a\,x)^{n}\,dx=-{\frac {x\,\operatorname {arsinh} (a\,x)^{n+2}}{(n+1)\,(n+2)}}\,+\,{\frac {{\sqrt {a^{2}\,x^{2}+1}}\,\operatorname {arsinh} (a\,x)^{n+1}}{a(n+1)}}\,+\,{\frac {1}{(n+1)\,(n+2)}}\int \operatorname {arsinh} (a\,x)^{n+2}\,dx\quad (n\neq -1,-2)}

## Integriranje  funkcijearcosh
{\displaystyle \int \operatorname {arcosh} (a\,x)\,dx=x\,\operatorname {arcosh} (a\,x)-{\frac {{\sqrt {a\,x+1}}\,{\sqrt {a\,x-1}}}{a}}+C}
{\displaystyle \int x\,\operatorname {arcosh} (a\,x)dx={\frac {x^{2}\,\operatorname {arcosh} (a\,x)}{2}}-{\frac {\operatorname {arcosh} (a\,x)}{4\,a^{2}}}-{\frac {x\,{\sqrt {a\,x+1}}\,{\sqrt {a\,x-1}}}{4\,a}}+C}
{\displaystyle \int x^{2}\,\operatorname {arcosh} (a\,x)dx={\frac {x^{3}\,\operatorname {arcosh} (a\,x)}{3}}-{\frac {\left(a^{2}\,x^{2}+2\right){\sqrt {a\,x+1}}\,{\sqrt {a\,x-1}}}{9\,a^{3}}}+C}
{\displaystyle \int x^{m}\,\operatorname {arcosh} (a\,x)dx={\frac {x^{m+1}\,\operatorname {arcosh} (a\,x)}{m+1}}\,-\,{\frac {a}{m+1}}\int {\frac {x^{m+1}}{{\sqrt {a\,x+1}}\,{\sqrt {a\,x-1}}}}\,dx\quad (m\neq -1)}
{\displaystyle \int \operatorname {arcosh} (a\,x)^{2}\,dx=2\,x+x\,\operatorname {arcosh} (a\,x)^{2}-{\frac {2\,{\sqrt {a\,x+1}}\,{\sqrt {a\,x-1}}\,\operatorname {arcosh} (a\,x)}{a}}+C}
{\displaystyle \int \operatorname {arcosh} (a\,x)^{n}\,dx=x\,\operatorname {arcosh} (a\,x)^{n}\,-\,{\frac {n\,{\sqrt {a\,x+1}}\,{\sqrt {a\,x-1}}\,\operatorname {arcosh} (a\,x)^{n-1}}{a}}\,+\,n\,(n-1)\int \operatorname {arcosh} (a\,x)^{n-2}\,dx}
{\displaystyle \int \operatorname {arcosh} (a\,x)^{n}\,dx=-{\frac {x\,\operatorname {arcosh} (a\,x)^{n+2}}{(n+1)\,(n+2)}}\,+\,{\frac {{\sqrt {a\,x+1}}\,{\sqrt {a\,x-1}}\,\operatorname {arcosh} (a\,x)^{n+1}}{a\,(n+1)}}\,+\,{\frac {1}{(n+1)\,(n+2)}}\int \operatorname {arcosh} (a\,x)^{n+2}\,dx\quad (n\neq -1,-2)}

## Integriranje funkcijeartanh
{\displaystyle \int \operatorname {artanh} (a\,x)\,dx=x\,\operatorname {artanh} (a\,x)+{\frac {\ln \left(a^{2}\,x^{2}-1\right)}{2\,a}}+C}
{\displaystyle \int x\,\operatorname {artanh} (a\,x)dx={\frac {x^{2}\,\operatorname {artanh} (a\,x)}{2}}-{\frac {\operatorname {artanh} (a\,x)}{2\,a^{2}}}+{\frac {x}{2\,a}}+C}
{\displaystyle \int x^{2}\,\operatorname {artanh} (a\,x)dx={\frac {x^{3}\,\operatorname {artanh} (a\,x)}{3}}+{\frac {\ln \left(a^{2}\,x^{2}-1\right)}{6\,a^{3}}}+{\frac {x^{2}}{6\,a}}+C}
{\displaystyle \int x^{m}\,\operatorname {artanh} (a\,x)dx={\frac {x^{m+1}\operatorname {artanh} (a\,x)}{m+1}}+{\frac {a}{m+1}}\int {\frac {x^{m+1}}{a^{2}\,x^{2}-1}}\,dx\quad (m\neq -1)}

## Integriranje funkcijearcoth
{\displaystyle \int \operatorname {arcoth} (a\,x)\,dx=x\,\operatorname {arcoth} (a\,x)+{\frac {\ln \left(a^{2}\,x^{2}-1\right)}{2\,a}}+C}
{\displaystyle \int x\,\operatorname {arcoth} (a\,x)dx={\frac {x^{2}\,\operatorname {arcoth} (a\,x)}{2}}-{\frac {\operatorname {arcoth} (a\,x)}{2\,a^{2}}}+{\frac {x}{2\,a}}+C}
{\displaystyle \int x^{2}\,\operatorname {arcoth} (a\,x)dx={\frac {x^{3}\,\operatorname {arcoth} (a\,x)}{3}}+{\frac {\ln \left(a^{2}\,x^{2}-1\right)}{6\,a^{3}}}+{\frac {x^{2}}{6\,a}}+C}
{\displaystyle \int x^{m}\,\operatorname {arcoth} (a\,x)dx={\frac {x^{m+1}\operatorname {arcoth} (a\,x)}{m+1}}+{\frac {a}{m+1}}\int {\frac {x^{m+1}}{a^{2}\,x^{2}-1}}\,dx\quad (m\neq -1)}

## Integriranje funkcijearsech
{\displaystyle \int \operatorname {arsech} (a\,x)\,dx=x\,\operatorname {arsech} (a\,x)-{\frac {2}{a}}\,\operatorname {arctan} {\sqrt {\frac {1-a\,x}{1+a\,x}}}+C}
{\displaystyle \int x\,\operatorname {arsech} (a\,x)dx={\frac {x^{2}\,\operatorname {arsech} (a\,x)}{2}}-{\frac {(1+a\,x)}{2\,a^{2}}}{\sqrt {\frac {1-a\,x}{1+a\,x}}}+C}
{\displaystyle \int x^{2}\,\operatorname {arsech} (a\,x)dx={\frac {x^{3}\,\operatorname {arsech} (a\,x)}{3}}\,-\,{\frac {1}{3\,a^{3}}}\,\operatorname {arctan} {\sqrt {\frac {1-a\,x}{1+a\,x}}}\,-\,{\frac {x(1+a\,x)}{6\,a^{2}}}{\sqrt {\frac {1-a\,x}{1+a\,x}}}\,+\,C}
{\displaystyle \int x^{m}\,\operatorname {arsech} (a\,x)dx={\frac {x^{m+1}\,\operatorname {arsech} (a\,x)}{m+1}}\,+\,{\frac {1}{m+1}}\int {\frac {x^{m}}{(1+a\,x){\sqrt {\frac {1-a\,x}{1+a\,x}}}}}\,dx\quad (m\neq -1)}

## Integriranje funkcijearcsch
{\displaystyle \int \operatorname {arcsch} (a\,x)\,dx=x\,\operatorname {arcsch} (a\,x)+{\frac {1}{a}}\,\operatorname {artanh} {\sqrt {{\frac {1}{a^{2}\,x^{2}}}+1}}+C}
{\displaystyle \int x\,\operatorname {arcsch} (a\,x)dx={\frac {x^{2}\,\operatorname {arcsch} (a\,x)}{2}}+{\frac {x}{2\,a}}{\sqrt {{\frac {1}{a^{2}\,x^{2}}}+1}}+C}
{\displaystyle \int x^{2}\,\operatorname {arcsch} (a\,x)dx={\frac {x^{3}\,\operatorname {arcsch} (a\,x)}{3}}\,-\,{\frac {1}{6\,a^{3}}}\,\operatorname {artanh} {\sqrt {{\frac {1}{a^{2}\,x^{2}}}+1}}\,+\,{\frac {x^{2}}{6\,a}}{\sqrt {{\frac {1}{a^{2}\,x^{2}}}+1}}\,+\,C}
{\displaystyle \int x^{m}\,\operatorname {arcsch} (a\,x)dx={\frac {x^{m+1}\operatorname {arcsch} (a\,x)}{m+1}}\,+\,{\frac {1}{a(m+1)}}\int {\frac {x^{m-1}}{\sqrt {{\frac {1}{a^{2}\,x^{2}}}+1}}}\,dx\quad (m\neq -1)}

## Integriranje  funkcijearsinh
{\displaystyle \int \operatorname {arsinh} (a\,x)\,dx=x\,\operatorname {arsinh} (a\,x)-{\frac {\sqrt {a^{2}\,x^{2}+1}}{a}}+C}
{\displaystyle \int x\,\operatorname {arsinh} (a\,x)dx={\frac {x^{2}\,\operatorname {arsinh} (a\,x)}{2}}+{\frac {\operatorname {arsinh} (a\,x)}{4\,a^{2}}}-{\frac {x{\sqrt {a^{2}\,x^{2}+1}}}{4\,a}}+C}
{\displaystyle \int x^{2}\,\operatorname {arsinh} (a\,x)dx={\frac {x^{3}\,\operatorname {arsinh} (a\,x)}{3}}-{\frac {\left(a^{2}\,x^{2}-2\right){\sqrt {a^{2}\,x^{2}+1}}}{9\,a^{3}}}+C}
{\displaystyle \int x^{m}\,\operatorname {arsinh} (a\,x)dx={\frac {x^{m+1}\,\operatorname {arsinh} (a\,x)}{m+1}}\,-\,{\frac {a}{m+1}}\int {\frac {x^{m+1}}{\sqrt {a^{2}\,x^{2}+1}}}\,dx\quad (m\neq -1)}
{\displaystyle \int \operatorname {arsinh} (a\,x)^{2}\,dx=2\,x+x\,\operatorname {arsinh} (a\,x)^{2}-{\frac {2\,{\sqrt {a^{2}\,x^{2}+1}}\,\operatorname {arsinh} (a\,x)}{a}}+C}
{\displaystyle \int \operatorname {arsinh} (a\,x)^{n}\,dx=x\,\operatorname {arsinh} (a\,x)^{n}\,-\,{\frac {n\,{\sqrt {a^{2}\,x^{2}+1}}\,\operatorname {arsinh} (a\,x)^{n-1}}{a}}\,+\,n\,(n-1)\int \operatorname {arsinh} (a\,x)^{n-2}\,dx}
{\displaystyle \int \operatorname {arsinh} (a\,x)^{n}\,dx=-{\frac {x\,\operatorname {arsinh} (a\,x)^{n+2}}{(n+1)\,(n+2)}}\,+\,{\frac {{\sqrt {a^{2}\,x^{2}+1}}\,\operatorname {arsinh} (a\,x)^{n+1}}{a(n+1)}}\,+\,{\frac {1}{(n+1)\,(n+2)}}\int \operatorname {arsinh} (a\,x)^{n+2}\,dx\quad (n\neq -1,-2)}

## Integriranje  funkcijearcosh
{\displaystyle \int \operatorname {arcosh} (a\,x)\,dx=x\,\operatorname {arcosh} (a\,x)-{\frac {{\sqrt {a\,x+1}}\,{\sqrt {a\,x-1}}}{a}}+C}
{\displaystyle \int x\,\operatorname {arcosh} (a\,x)dx={\frac {x^{2}\,\operatorname {arcosh} (a\,x)}{2}}-{\frac {\operatorname {arcosh} (a\,x)}{4\,a^{2}}}-{\frac {x\,{\sqrt {a\,x+1}}\,{\sqrt {a\,x-1}}}{4\,a}}+C}
{\displaystyle \int x^{2}\,\operatorname {arcosh} (a\,x)dx={\frac {x^{3}\,\operatorname {arcosh} (a\,x)}{3}}-{\frac {\left(a^{2}\,x^{2}+2\right){\sqrt {a\,x+1}}\,{\sqrt {a\,x-1}}}{9\,a^{3}}}+C}
{\displaystyle \int x^{m}\,\operatorname {arcosh} (a\,x)dx={\frac {x^{m+1}\,\operatorname {arcosh} (a\,x)}{m+1}}\,-\,{\frac {a}{m+1}}\int {\frac {x^{m+1}}{{\sqrt {a\,x+1}}\,{\sqrt {a\,x-1}}}}\,dx\quad (m\neq -1)}
{\displaystyle \int \operatorname {arcosh} (a\,x)^{2}\,dx=2\,x+x\,\operatorname {arcosh} (a\,x)^{2}-{\frac {2\,{\sqrt {a\,x+1}}\,{\sqrt {a\,x-1}}\,\operatorname {arcosh} (a\,x)}{a}}+C}
{\displaystyle \int \operatorname {arcosh} (a\,x)^{n}\,dx=x\,\operatorname {arcosh} (a\,x)^{n}\,-\,{\frac {n\,{\sqrt {a\,x+1}}\,{\sqrt {a\,x-1}}\,\operatorname {arcosh} (a\,x)^{n-1}}{a}}\,+\,n\,(n-1)\int \operatorname {arcosh} (a\,x)^{n-2}\,dx}
{\displaystyle \int \operatorname {arcosh} (a\,x)^{n}\,dx=-{\frac {x\,\operatorname {arcosh} (a\,x)^{n+2}}{(n+1)\,(n+2)}}\,+\,{\frac {{\sqrt {a\,x+1}}\,{\sqrt {a\,x-1}}\,\operatorname {arcosh} (a\,x)^{n+1}}{a\,(n+1)}}\,+\,{\frac {1}{(n+1)\,(n+2)}}\int \operatorname {arcosh} (a\,x)^{n+2}\,dx\quad (n\neq -1,-2)}

## Integriranje  funkcijeartanh
{\displaystyle \int \operatorname {artanh} (a\,x)\,dx=x\,\operatorname {artanh} (a\,x)+{\frac {\ln \left(a^{2}\,x^{2}-1\right)}{2\,a}}+C}
{\displaystyle \int x\,\operatorname {artanh} (a\,x)dx={\frac {x^{2}\,\operatorname {artanh} (a\,x)}{2}}-{\frac {\operatorname {artanh} (a\,x)}{2\,a^{2}}}+{\frac {x}{2\,a}}+C}
{\displaystyle \int x^{2}\,\operatorname {artanh} (a\,x)dx={\frac {x^{3}\,\operatorname {artanh} (a\,x)}{3}}+{\frac {\ln \left(a^{2}\,x^{2}-1\right)}{6\,a^{3}}}+{\frac {x^{2}}{6\,a}}+C}
{\displaystyle \int x^{m}\,\operatorname {artanh} (a\,x)dx={\frac {x^{m+1}\operatorname {artanh} (a\,x)}{m+1}}+{\frac {a}{m+1}}\int {\frac {x^{m+1}}{a^{2}\,x^{2}-1}}\,dx\quad (m\neq -1)}

## Integriranje  funkcijearcoth
{\displaystyle \int \operatorname {arcoth} (a\,x)\,dx=x\,\operatorname {arcoth} (a\,x)+{\frac {\ln \left(a^{2}\,x^{2}-1\right)}{2\,a}}+C}
{\displaystyle \int x\,\operatorname {arcoth} (a\,x)dx={\frac {x^{2}\,\operatorname {arcoth} (a\,x)}{2}}-{\frac {\operatorname {arcoth} (a\,x)}{2\,a^{2}}}+{\frac {x}{2\,a}}+C}
{\displaystyle \int x^{2}\,\operatorname {arcoth} (a\,x)dx={\frac {x^{3}\,\operatorname {arcoth} (a\,x)}{3}}+{\frac {\ln \left(a^{2}\,x^{2}-1\right)}{6\,a^{3}}}+{\frac {x^{2}}{6\,a}}+C}
{\displaystyle \int x^{m}\,\operatorname {arcoth} (a\,x)dx={\frac {x^{m+1}\operatorname {arcoth} (a\,x)}{m+1}}+{\frac {a}{m+1}}\int {\frac {x^{m+1}}{a^{2}\,x^{2}-1}}\,dx\quad (m\neq -1)}

## Integriranje  funkcijearsech
{\displaystyle \int \operatorname {arsech} (a\,x)\,dx=x\,\operatorname {arsech} (a\,x)-{\frac {2}{a}}\,\operatorname {arctan} {\sqrt {\frac {1-a\,x}{1+a\,x}}}+C}
{\displaystyle \int x\,\operatorname {arsech} (a\,x)dx={\frac {x^{2}\,\operatorname {arsech} (a\,x)}{2}}-{\frac {(1+a\,x)}{2\,a^{2}}}{\sqrt {\frac {1-a\,x}{1+a\,x}}}+C}
{\displaystyle \int x^{2}\,\operatorname {arsech} (a\,x)dx={\frac {x^{3}\,\operatorname {arsech} (a\,x)}{3}}\,-\,{\frac {1}{3\,a^{3}}}\,\operatorname {arctan} {\sqrt {\frac {1-a\,x}{1+a\,x}}}\,-\,{\frac {x(1+a\,x)}{6\,a^{2}}}{\sqrt {\frac {1-a\,x}{1+a\,x}}}\,+\,C}
{\displaystyle \int x^{m}\,\operatorname {arsech} (a\,x)dx={\frac {x^{m+1}\,\operatorname {arsech} (a\,x)}{m+1}}\,+\,{\frac {1}{m+1}}\int {\frac {x^{m}}{(1+a\,x){\sqrt {\frac {1-a\,x}{1+a\,x}}}}}\,dx\quad (m\neq -1)}

## Integriranje  funkcijearcsch
{\displaystyle \int \operatorname {arcsch} (a\,x)\,dx=x\,\operatorname {arcsch} (a\,x)+{\frac {1}{a}}\,\operatorname {artanh} {\sqrt {{\frac {1}{a^{2}\,x^{2}}}+1}}+C}
{\displaystyle \int x\,\operatorname {arcsch} (a\,x)dx={\frac {x^{2}\,\operatorname {arcsch} (a\,x)}{2}}+{\frac {x}{2\,a}}{\sqrt {{\frac {1}{a^{2}\,x^{2}}}+1}}+C}
{\displaystyle \int x^{2}\,\operatorname {arcsch} (a\,x)dx={\frac {x^{3}\,\operatorname {arcsch} (a\,x)}{3}}\,-\,{\frac {1}{6\,a^{3}}}\,\operatorname {artanh} {\sqrt {{\frac {1}{a^{2}\,x^{2}}}+1}}\,+\,{\frac {x^{2}}{6\,a}}{\sqrt {{\frac {1}{a^{2}\,x^{2}}}+1}}\,+\,C}
{\displaystyle \int x^{m}\,\operatorname {arcsch} (a\,x)dx={\frac {x^{m+1}\operatorname {arcsch} (a\,x)}{m+1}}\,+\,{\frac {1}{a(m+1)}}\int {\frac {x^{m-1}}{\sqrt {{\frac {1}{a^{2}\,x^{2}}}+1}}}\,dx\quad (m\neq -1)}